# BAA Playoffs 1948
I BAA Playoffs 1948 si conclusero con la vittoria dei Baltimore Bullets che sconfissero i Philadelphia Warriors.

## Fase preliminare

### Chicago Stags - Washington Capitols
RISULTATO FINALE: 1-0
| Arbitri: | Ed Boyle Jim Beiersdorfer |

|                 |       |                           |
| M. Zaslofsky 24 | Punti | B. Feerick, F. Scolari 16 |

### Chicago Stags - Baltimore Bullets
RISULTATO FINALE: 0-1
| Arbitri: | Ed Boyle Jim Beiersdorfer |

|                 |       |               |
| M. Zaslofsky 21 | Punti | k. Hermsen 14 |

## Squadre qualificate

### Eastern Division
Nella Eastern Division si qualificarono:
1. Philad. Warriors
2. N.Y. Knicks
3. Boston Celtics

### Western Division
Nella Western Division si qualificarono:
1. St. Louis Bombers
2. Baltimore Bullets
3. Chicago Stags

## Tabellone
|  | Quarti di finale | Quarti di finale  | Quarti di finale    |                    |                   | Semifinali BAA    | Semifinali BAA | Semifinali BAA |  |  | Finali BAA | Finali BAA | Finali BAA |  |
|  |                  |                   |                     |                    |                   |                   |                |                |  |  |            |            |            |  |
|  | W2               | Baltimore Bullets | 2                   |                    |                   |                   |                |                |  |  |            |            |            |  |
|  | W2               | Baltimore Bullets | 2                   |                    |                   |                   |                |                |  |  |            |            |            |  |
|  | E2               | N.Y. Knicks       | 1                   |                    |                   |                   |                |                |  |  |            |            |            |  |
|  | E2               | N.Y. Knicks       | 1                   |                    | W2                | Baltimore Bullets | 2              |                |  |  |            |            |            |  |
|  |                  |                   |                     |                    | W2                | Baltimore Bullets | 2              |                |  |  |            |            |            |  |
|  |                  |                   | W3                  | Chicago Stags      | 0                 |                   |                |                |  |  |            |            |            |  |
|  | E3               | Boston Celtics    | W3                  | Chicago Stags      | 0                 | 1                 |                |                |  |  |            |            |            |  |
|  | E3               | Boston Celtics    |                     |                    |                   |                   |                |                |  |  |            |            |            |  |
|  | W3               | Chicago Stags     | 2                   |                    |                   |                   |                |                |  |  |            |            |            |  |
|  | W3               | Chicago Stags     | 2                   |                    | Baltimore Bullets | Baltimore Bullets | 4              |                |  |  |            |            |            |  |
|  |                  |                   |                     |                    |                   |                   |                |                |  |  |            |            |            |  |
|  |                  |                   | Philad. Warriors *  | Philad. Warriors * | 2                 |                   |                |                |  |  |            |            |            |  |
|  |                  |                   |                     | Philad. Warriors * | 2                 |                   |                |                |  |  |            |            |            |  |
|  |                  |                   |                     |                    |                   |                   |                |                |  |  |            |            |            |  |
|  |                  |                   |                     |                    |                   |                   |                |                |  |  |            |            |            |  |
|  |                  | W1                | St. Louis Bombers * | 3                  |                   |                   |                |                |  |  |            |            |            |  |
|  |                  |                   |                     | 3                  |                   |                   |                |                |  |  |            |            |            |  |
|  |                  |                   | E1                  | Philad. Warriors * | 4                 |                   |                |                |  |  |            |            |            |  |

Legenda
- * Vincitore Division
- "Grassetto" Vincitore serie
- "Corsivo" Squadra con fattore campo

## Primo turno

### (W2) Baltimore Bullets - (E2) New York Knicks
RISULTATO FINALE: 2-1
| Baltimora 27 marzo 1948 Gara 1                           | Baltimore Bullets | 85 – 81 (19-21, 26-22, 21-19, 19-19) referto | N.Y. Knicks | Baltimore Coliseum |
| \| \| \| \| \| C. Simmons 34 \| Punti \| B. Palmer 21 \| |                   |                                              |             |                    |
|                                                          |                   |                                              |             |                    |
| C. Simmons 34                                            | Punti             | B. Palmer 21                                 |             |                    |

| New York 28 marzo 1948 Gara 2                            | N.Y. Knicks | 79 – 69 (33-30, 46-39) referto | Baltimore Bullets | Madison Square Garden III |
| \| \| \| \| \| B. Palmer 18 \| Punti \| C. Simmons 23 \| |             |                                |                   |                           |
|                                                          |             |                                |                   |                           |
| B. Palmer 18                                             | Punti       | C. Simmons 23                  |                   |                           |

| Baltimora 1 aprile 1948 Gara 3                              | Baltimore Bullets | 84 – 77 (41-46, 43-31) referto | N.Y. Knicks | Baltimore Coliseum |
| \| \| \| \| \| C. Simmons 22 \| Punti \| S. Tanenbaum 18 \| |                   |                                |             |                    |
|                                                             |                   |                                |             |                    |
| C. Simmons 22                                               | Punti             | S. Tanenbaum 18                |             |                    |

PRECEDENTI IN REGULAR SEASON
| Regular Season 1947-48 | Baltimore Bullets | 5 – 1 | N.Y. Knicks | Referto 1 - Referto 2 - Referto 3 - Referto 4, Referto 5 - Referto 6 |
| Baltimore Bullets 68 Baltimore Bullets 66 New York Knicks 70 New York Knicks 58 Baltimore Bullets 96 New York Knicks 56 Punti 56 New York Knicks 80 New York Knicks 79 Baltimore Bullets 72 Baltimore Bullets 86 New York Knicks 78 Baltimore Bullets |                   | |             |                                                                      |
| |                   | |             |                                                                      |
| Baltimore Bullets 68 Baltimore Bullets 66 New York Knicks 70 New York Knicks 58 Baltimore Bullets 96 New York Knicks 56 | Punti             | 56 New York Knicks 80 New York Knicks 79 Baltimore Bullets 72 Baltimore Bullets 86 New York Knicks 78 Baltimore Bullets |             |                                                                      |

PRECEDENTI NEI PLAYOFF
|  | Baltimore Bullets | 0 – 0 | N.Y. Knicks |  |

### (E3) Boston Celtics - (W3) Chicago Stags
RISULTATO FINALE: 1-2
| Boston 28 marzo 1948 Gara 1                                            | Boston Celtics | 72 – 79 (32-29, 40-50) referto | Chicago Stags | Boston Garden |
| \| \| \| \| \| E. Sadowski, M. Riebe 22 \| Punti \| M. Zaslofsky 18 \| |                |                                |               |               |
|                                                                        |                |                                |               |               |
| E. Sadowski, M. Riebe 22                                               | Punti          | M. Zaslofsky 18                |               |               |

| Boston 31 marzo 1948 Gara 2                                    | Boston Celtics | 81 – 77 (40-33, 41-44) referto | Chicago Stags | Boston Garden |
| \| \| \| \| \| S. Mariaschin 17 \| Punti \| M. Zaslofsky 22 \| |                |                                |               |               |
|                                                                |                |                                |               |               |
| S. Mariaschin 17                                               | Punti          | M. Zaslofsky 22                |               |               |

| Boston 2 aprile 1948 Gara 3                                  | Boston Celtics | 74 – 81 (40-37, 34-44) referto | Chicago Stags | Boston Garden |
| \| \| \| \| \| E. Sadowski 26 \| Punti \| M. Zaslofsky 31 \| |                |                                |               |               |
|                                                              |                |                                |               |               |
| E. Sadowski 26                                               | Punti          | M. Zaslofsky 31                |               |               |

PRECEDENTI IN REGULAR SEASON
| Regular Season 1947-48 | Boston Celtics | 3 – 3 | Chicago Stags | Referto 1 - Referto 2 - Referto 3 - Referto 4, Referto 5 - Referto 6 |
| Boston Celtics 75 Boston Celtics 75 Chicago Stags 72 Boston Celtics 77 Chicago Stags 69 Chicago Stags 72 Punti 83 Chicago Stags 61 Chicago Stags 48 Boston Celtics 97 Chicago Stags 83 Boston Celtics 77 Boston Celtics |                | |               |                                                                      |
| |                | |               |                                                                      |
| Boston Celtics 75 Boston Celtics 75 Chicago Stags 72 Boston Celtics 77 Chicago Stags 69 Chicago Stags 72 | Punti          | 83 Chicago Stags 61 Chicago Stags 48 Boston Celtics 97 Chicago Stags 83 Boston Celtics 77 Boston Celtics |               |                                                                      |

PRECEDENTI NEI PLAYOFF
|  | Boston Celtics | 0 – 0 | Chicago Stags |  |

## Semifinali BAA

### (W1) St. Louis Bombers - (E1) Philadelphia Warriors
RISULTATO FINALE: 3-4
| Saint Louis 23 marzo 1948 Gara 1                               | St. Louis Bombers | 60 – 58 (31-29, 29-29) referto | Philad. Warriors | St. Louis Arena |
| B. Smawley 21 Punti J. Fulks 18 J. Logan 2 Assist H. Dallmar 3 |                   |                                |                  |                 |
|                                                                |                   |                                |                  |                 |
| B. Smawley 21                                                  | Punti             | J. Fulks 18                    |                  |                 |
| J. Logan 2                                                     | Assist            | H. Dallmar 3                   |                  |                 |

| Saint Louis 25 marzo 1948 Gara 2                                | St. Louis Bombers | 64 – 65 (37-31, 29-34) referto | Philad. Warriors | St. Louis Arena |
| B. Smawley 13 Punti G. Senesky 20 B. Doll 3 Assist H. Dallmar 2 |                   |                                |                  |                 |
|                                                                 |                   |                                |                  |                 |
| B. Smawley 13                                                   | Punti             | G. Senesky 20                  |                  |                 |
| B. Doll 3                                                       | Assist            | H. Dallmar 2                   |                  |                 |

| Filadelfia 27 marzo 1948 Gara 3                                            | Philad. Warriors | 84 – 56 (17-17, 18-11, 25-13, 24-15) referto | St. Louis Bombers | Philadelphia Arena |
| J. Fulks 30 Punti R. Rocha , A. Maughan 16 H. Dallmar 5 Assist D. Putman 2 |                  |                                              |                   |                    |
|                                                                            |                  |                                              |                   |                    |
| J. Fulks 30                                                                | Punti            | R. Rocha, A. Maughan 16                      |                   |                    |
| H. Dallmar 5                                                               | Assist           | D. Putman 2                                  |                   |                    |

| Filadelfia 30 marzo 1948 Gara 4                              | Philad. Warriors | 51 – 56 (28-29, 23-27) referto | St. Louis Bombers | Philadelphia Arena |
| J. Fulks 21 Punti R. Rocha 19 H. Dallmar 2 Assist R. Rocha 2 |                  |                                |                   |                    |
|                                                              |                  |                                |                   |                    |
| J. Fulks 21                                                  | Punti            | R. Rocha 19                    |                   |                    |
| H. Dallmar 2                                                 | Assist           | R. Rocha 2                     |                   |                    |

| Saint Louis 1 aprile 1948 Gara 5                             | St. Louis Bombers | 69 – 62 (36-34, 33-28) referto | Philad. Warriors | St. Louis Arena |
| R. Rocha 22 Punti J. Fulks 17 J. Logan 4 Assist H. Dallmar 2 |                   |                                |                  |                 |
|                                                              |                   |                                |                  |                 |
| R. Rocha 22                                                  | Punti             | J. Fulks 17                    |                  |                 |
| J. Logan 4                                                   | Assist            | H. Dallmar 2                   |                  |                 |

| Filadelfia 3 aprile 1948 Gara 6                                                                            | Philad. Warriors | 84 – 61 (47-30, 37-31) referto             | St. Louis Bombers | Philadelphia Arena |
| J. Fulks 23 Punti R. Rocha , J. Logan 11 H. Dallmar 5 Assist R. Rocha , J. Logan , D. Putman , D. Martin 1 |                  |                                            |                   |                    |
| |                  |                                            |                   |                    |
| J. Fulks 23                                                                                                | Punti            | R. Rocha, J. Logan 11                      |                   |                    |
| H. Dallmar 5                                                                                               | Assist           | R. Rocha, J. Logan, D. Putman, D. Martin 1 |                   |                    |

| Saint Louis 6 aprile 1948 Gara 7                                          | St. Louis Bombers | 46 – 85 (21-38, 25-47) referto | Philad. Warriors | St. Louis Arena |
| J. Logan 18 Punti J. Fulks 15 J. Logan , B. Smawley 1 Assist C. Crossin 4 |                   |                                |                  |                 |
|                                                                           |                   |                                |                  |                 |
| J. Logan 18                                                               | Punti             | J. Fulks 15                    |                  |                 |
| J. Logan, B. Smawley 1                                                    | Assist            | C. Crossin 4                   |                  |                 |

PRECEDENTI IN REGULAR SEASON
| Regular Season 1947-48 | St. Louis Bombers | 3 – 3 | Philad. Warriors | Referto 1 - Referto 2 - Referto 3 - Referto 4, Referto 5 - Referto 6 |
| Philadelphia Warriors 69 St. Louis Bombers 80 Philadelphia Warriors 82 St. Louis Bombers 60 St. Louis Bombers 67 Philadelphia Warriors 92 Punti 74 St. Louis Bombers 66 Philadelphia Warriors 59 St. Louis Bombers 66 Philadelphia Warriors 54 Philadelphia Warriors 74 St. Louis Bombers |                   | |                  |                                                                      |
| |                   | |                  |                                                                      |
| Philadelphia Warriors 69 St. Louis Bombers 80 Philadelphia Warriors 82 St. Louis Bombers 60 St. Louis Bombers 67 Philadelphia Warriors 92 | Punti             | 74 St. Louis Bombers 66 Philadelphia Warriors 59 St. Louis Bombers 66 Philadelphia Warriors 54 Philadelphia Warriors 74 St. Louis Bombers |                  |                                                                      |

PRECEDENTI NEI PLAYOFF
|  | St. Louis Bombers | 0 – 1 | Philad. Warriors (1947) |  |

### (W2) Baltimore Bullets - (W3) Chicago Stags
RISULTATO FINALE: 2-0
| Chicago 7 aprile 1948 Gara 1                    | Chicago Stags | 67 – 73 (27-41;40-32) referto | Baltimore Bullets | Chicago Stadium |
| M. Zaslofsky , S. Miasek 15 Punti P. Hoffman 19 |               |                               |                   |                 |
|                                                 |               |                               |                   |                 |
| M. Zaslofsky, S. Miasek 15                      | Punti         | P. Hoffman 19                 |                   |                 |

| Baltimora 8 aprile 1948 Gara 2  | Baltimore Bullets | 89 – 72 (38-41, 51-31) referto | Chicago Stags | Baltimore Coliseum (7.201 spett.) |
| C. Reiser 18 Punti S. Miasek 27 |                   |                                |               |                                   |
|                                 |                   |                                |               |                                   |
| C. Reiser 18                    | Punti             | S. Miasek 27                   |               |                                   |

PRECEDENTI IN REGULAR SEASON
| Regular Season 1947-48 | Baltimore Bullets | 5 – 3 | Chicago Stags | Referto 1 - Referto 2 - Referto 3 - Referto 4, Referto 5 - Referto 6, Referto 7 - Referto 8 |
| Chicago Stags 63 Baltimore Bullets 75 Chicago Stags 73 Chicago Stags 93 Baltimore Bullets 87 Baltimore Bullets 78 Chicago Stags 78 Baltimore Bullets 86 Punti 67 Baltimore Bullets 72 Chicago Stags 65 Baltimore Bullets 83 Baltimore Bullets 70 Chicago Stags 75 Chicago Stags 74 Baltimore Bullets 83 Chicago Stags |                   | |               |                                                                                             |
| |                   | |               |                                                                                             |
| Chicago Stags 63 Baltimore Bullets 75 Chicago Stags 73 Chicago Stags 93 Baltimore Bullets 87 Baltimore Bullets 78 Chicago Stags 78 Baltimore Bullets 86 | Punti             | 67 Baltimore Bullets 72 Chicago Stags 65 Baltimore Bullets 83 Baltimore Bullets 70 Chicago Stags 75 Chicago Stags 74 Baltimore Bullets 83 Chicago Stags |               |                                                                                             |

PRECEDENTI NEI PLAYOFF
|  | Baltimore Bullets | 0 – 0 | Chicago Stags |  |

## BAA Finals 1948

### Philadelphia Warriors - Baltimore Bullets
RISULTATO FINALE
|  | Philad. Warriors | 2 – 4 | Baltimore Bullets |  |

PRECEDENTI IN REGULAR SEASON
| Regular Season 1947-48 | Philad. Warriors | 4 – 2 | Baltimore Bullets | Referto 1 - Referto 2 - Referto 3 - Referto 4, Referto 5 - Referto 6 |
| Philadelphia Warriors 58 Baltimore Bullets 60 Philadelphia Warriors 72 Baltimore Bullets 77 Philadelphia Warriors 83 Baltimore Bullets 64 Punti 73 Baltimore Bullets 72 Philadelphia Warriors 63 Baltimore Bullets 79 Philadelphia Warriors 71 Baltimore Bullets 62 Philadelphia Warriors |                  | |                   |                                                                      |
| |                  | |                   |                                                                      |
| Philadelphia Warriors 58 Baltimore Bullets 60 Philadelphia Warriors 72 Baltimore Bullets 77 Philadelphia Warriors 83 Baltimore Bullets 64 | Punti            | 73 Baltimore Bullets 72 Philadelphia Warriors 63 Baltimore Bullets 79 Philadelphia Warriors 71 Baltimore Bullets 62 Philadelphia Warriors |                   |                                                                      |

PRECEDENTI NEI PLAYOFF
|  | Philad. Warriors | 0 – 0 | Baltimore Bullets |  |

#### Roster
| \| Pos. \| Num. \| Naz. \| Nome \| Altezza \| Peso \| Data nascita \| Provenienza \| \| ---- \| ---- \| ---- \| ---------------- \| ------- \| ------ \| ------------ \| --------------------------- \| \| A/C \| 15 \| \| Beenders, Hank \| 198 cm \| 84 kg \| 02-06-1916 \| Long Island \| \| A \| 14 \| \| Brown, Stan \| 191 cm \| 91 kg \| 27-06-1929 \| S. Philadelphia High School \| \| G \| 7 \| \| Crossin, Chink \| 185 cm \| 75 kg \| 04-07-1924 \| Pennsylvania \| \| A \| 12 \| \| Dallmar, Howie \| 193 cm \| 91 kg \| 24-05-1922 \| Pennsylvania \| \| G/AP \| 6 \| \| Fleishman, Jerry \| 188 cm \| 86 kg \| 14-02-1922 \| New York \| \| A/C \| 10 \| \| Fulks, Joe \| 196 cm \| 86 kg \| 26-10-1921 \| Murray State \| \| C \| 20 \| \| Halbert, Chick \| 206 cm \| 102 kg \| 27-02-1919 \| West Texas A&M \| \| C \| 18 \| \| Hillhouse, Art \| 201 cm \| 100 kg \| 12-06-1916 \| Long Island \| \| G/AP \| 9 \| \| Kaplowitz, Ralph \| 188 cm \| 77 kg \| 18-05-1919 \| New York \| \| G \| 5 \| \| Musi, Angelo \| 175 cm \| 66 kg \| 25-07-1918 \| Temple \| \| A \| 7 \| \| O'Brien, Bob \| 193 cm \| 86 kg \| 26-01-1927 \| Pepperdine \| \| A/C \| 19 \| \| Rocker, Jack \| 196 cm \| 84 kg \| 12-08-1922 \| UC Berkeley \| \| G \| 4 \| \| Sailors, Kenny \| 178 cm \| 79 kg \| 14-01-1921 \| Wyoming \| \| G \| 8 \| \| Senesky, George \| 188 cm \| 81 kg \| 04-04-1922 \| Saint Joseph's \| | Allenatore - Eddie Gottlieb Legenda - (C) Capitano - (FA) Free agent - (S) Sospeso - (TW) Contratto Two-way - (GL) Assegnato a squadra G League affiliata - Infortunato Roster • Transazioni · Ultima transazione: 10 maggio 1948 |                        |                  |         |        |              |                             |
| Pos. | Num. | Naz.                   | Nome             | Altezza | Peso   | Data nascita | Provenienza                 |
| A/C | 15 | Stati Uniti (bandiera) | Beenders, Hank   | 198 cm  | 84 kg  | 02-06-1916   | Long Island                 |
| A | 14 | Stati Uniti (bandiera) | Brown, Stan      | 191 cm  | 91 kg  | 27-06-1929   | S. Philadelphia High School |
| G | 7 | Stati Uniti (bandiera) | Crossin, Chink   | 185 cm  | 75 kg  | 04-07-1924   | Pennsylvania                |
| A | 12 | Stati Uniti (bandiera) | Dallmar, Howie   | 193 cm  | 91 kg  | 24-05-1922   | Pennsylvania                |
| G/AP | 6 | Stati Uniti (bandiera) | Fleishman, Jerry | 188 cm  | 86 kg  | 14-02-1922   | New York                    |
| A/C | 10 | Stati Uniti (bandiera) | Fulks, Joe       | 196 cm  | 86 kg  | 26-10-1921   | Murray State                |
| C | 20 | Stati Uniti (bandiera) | Halbert, Chick   | 206 cm  | 102 kg | 27-02-1919   | West Texas A&M              |
| C | 18 | Stati Uniti (bandiera) | Hillhouse, Art   | 201 cm  | 100 kg | 12-06-1916   | Long Island                 |
| G/AP | 9 | Stati Uniti (bandiera) | Kaplowitz, Ralph | 188 cm  | 77 kg  | 18-05-1919   | New York                    |
| G | 5 | Stati Uniti (bandiera) | Musi, Angelo     | 175 cm  | 66 kg  | 25-07-1918   | Temple                      |
| A | 7 | Stati Uniti (bandiera) | O'Brien, Bob     | 193 cm  | 86 kg  | 26-01-1927   | Pepperdine                  |
| A/C | 19 | Stati Uniti (bandiera) | Rocker, Jack     | 196 cm  | 84 kg  | 12-08-1922   | UC Berkeley                 |
| G | 4 | Stati Uniti (bandiera) | Sailors, Kenny   | 178 cm  | 79 kg  | 14-01-1921   | Wyoming                     |
| G | 8 | Stati Uniti (bandiera) | Senesky, George  | 188 cm  | 81 kg  | 04-04-1922   | Saint Joseph's              |

| \| Pos. \| Num. \| Naz. \| Nome \| Altezza \| Peso \| Data nascita \| Provenienza \| \| ---- \| ---- \| ---- \| ----------------- \| ------- \| ------ \| ------------ \| ---------------------- \| \| A \| 31 \| \| Abramovic, John \| 191 cm \| 88 kg \| 09-02-1919 \| Polytechnic HS (CA) \| \| A/C \| 28 \| \| Bloom, Mike \| 198 cm \| 86 kg \| 14-01-1915 \| Minnesota \| \| G \| 23 \| \| Fuetsch, Herm \| 183 cm \| 77 kg \| 06-07-1918 \| Polytechnic HS (CA) \| \| A/C \| 30 \| \| Gainer, Elmer \| 198 cm \| 88 kg \| 22-11-1918 \| DePaul \| \| A/C \| 29 \| \| Hermsen, Kleggie \| 206 cm \| 102 kg \| 12-03-1923 \| Minnesota \| \| G/AP \| 32 \| \| Hoffman, Paul \| 188 cm \| 88 kg \| 05-05-1925 \| Purdue \| \| G \| 26 \| \| Jeannette, Buddy \| 180 cm \| 79 kg \| 15-09-1917 \| Washington & Jefferson \| \| G/AP \| \| \| Jorgensen, Johnny \| 188 cm \| 84 kg \| 28-12-1921 \| W&M \| \| G \| 20 \| \| Klotz, Herm \| 170 cm \| 68 kg \| 21-10-1921 \| Villanova \| \| A/C \| 35 \| \| Lewis, Grady \| 201 cm \| 98 kg \| 25-03-1917 \| Oklahoma \| \| A \| 33 \| \| McNabb, Chet \| 188 cm \| 91 kg \| 19-09-1920 \| Arizona \| \| G/AP \| 31 \| \| Meinhold, Carl \| 188 cm \| 84 kg \| 29-03-1926 \| LIU \| \| G/AP \| 27 \| \| Reiser, Chick \| 180 cm \| 75 kg \| 17-12-1914 \| New York \| \| C \| 35 \| \| Rothenberg, Irv \| 201 cm \| 98 kg \| 31-12-1921 \| Long Island \| \| G \| \| \| Rullo, Jerry \| 178 cm \| 75 kg \| 23-06-1923 \| Temple \| \| G/AP \| 21 \| \| Schulz, Dick \| 188 cm \| 87 kg \| 03-01-1917 \| Wisconsin \| \| G/AP \| 24 \| \| Seymour, Paul \| 185 cm \| 82 kg \| 30-01-1928 \| Toledo \| \| A/C \| 33 \| \| Simmons, Connie \| 203 cm \| 101 kg \| 15-03-1925 \| Flushing HS (NY) \| | Allenatore - Buddy Jeannette Legenda - (C) Capitano - (FA) Free agent - (S) Sospeso - (TW) Contratto Two-way - (GL) Assegnato a squadra G League affiliata - Infortunato Roster |                        |                   |         |        |              |                        |
| Pos. | Num. | Naz.                   | Nome              | Altezza | Peso   | Data nascita | Provenienza            |
| A | 31 | Stati Uniti (bandiera) | Abramovic, John   | 191 cm  | 88 kg  | 09-02-1919   | Polytechnic HS (CA)    |
| A/C | 28 | Stati Uniti (bandiera) | Bloom, Mike       | 198 cm  | 86 kg  | 14-01-1915   | Minnesota              |
| G | 23 | Stati Uniti (bandiera) | Fuetsch, Herm     | 183 cm  | 77 kg  | 06-07-1918   | Polytechnic HS (CA)    |
| A/C | 30 | Stati Uniti (bandiera) | Gainer, Elmer     | 198 cm  | 88 kg  | 22-11-1918   | DePaul                 |
| A/C | 29 | Stati Uniti (bandiera) | Hermsen, Kleggie  | 206 cm  | 102 kg | 12-03-1923   | Minnesota              |
| G/AP | 32 | Stati Uniti (bandiera) | Hoffman, Paul     | 188 cm  | 88 kg  | 05-05-1925   | Purdue                 |
| G | 26 | Stati Uniti (bandiera) | Jeannette, Buddy  | 180 cm  | 79 kg  | 15-09-1917   | Washington & Jefferson |
| G/AP | | Stati Uniti (bandiera) | Jorgensen, Johnny | 188 cm  | 84 kg  | 28-12-1921   | W&M                    |
| G | 20 | Stati Uniti (bandiera) | Klotz, Herm       | 170 cm  | 68 kg  | 21-10-1921   | Villanova              |
| A/C | 35 | Stati Uniti (bandiera) | Lewis, Grady      | 201 cm  | 98 kg  | 25-03-1917   | Oklahoma               |
| A | 33 | Stati Uniti (bandiera) | McNabb, Chet      | 188 cm  | 91 kg  | 19-09-1920   | Arizona                |
| G/AP | 31 | Stati Uniti (bandiera) | Meinhold, Carl    | 188 cm  | 84 kg  | 29-03-1926   | LIU                    |
| G/AP | 27 | Stati Uniti (bandiera) | Reiser, Chick     | 180 cm  | 75 kg  | 17-12-1914   | New York               |
| C | 35 | Stati Uniti (bandiera) | Rothenberg, Irv   | 201 cm  | 98 kg  | 31-12-1921   | Long Island            |
| G | | Stati Uniti (bandiera) | Rullo, Jerry      | 178 cm  | 75 kg  | 23-06-1923   | Temple                 |
| G/AP | 21 | Stati Uniti (bandiera) | Schulz, Dick      | 188 cm  | 87 kg  | 03-01-1917   | Wisconsin              |
| G/AP | 24 | Stati Uniti (bandiera) | Seymour, Paul     | 185 cm  | 82 kg  | 30-01-1928   | Toledo                 |
| A/C | 33 | Stati Uniti (bandiera) | Simmons, Connie   | 203 cm  | 101 kg | 15-03-1925   | Flushing HS (NY)       |

#### Risultati
| Arbitri: | Pat Kennedy Ed Boyle |

|                                                                                          |            |                                                                                       |
| C. Halbert 19                                                                            | Punti      | C. Simmons 15                                                                         |
| H. Dallmar 3                                                                             | Assist     | B. Jeannette, D. Schulz 2                                                             |
| Beenders, Crossin, Dallmar, Fleishman, Fulks, Halbert, Kaplowitz, Musi, O'Brien, Senesky | Formazioni | Fuetsch, Hermsen, Hoffman, Jeannette, Klotz, Lewis, Meinhold, Reiser, Schulz, Simmons |

| Arbitri: | Hagan Anderson Ed Boyle |

|                                                                                 |            |                                                                                |
| J. Fulks 27                                                                     | Punti      | C. Simmons 25                                                                  |
| H. Dallmar, A. Musi 2                                                           | Assist     | K. Hermsen 3                                                                   |
| Beenders, Crossin, Dallmar, Fleishman, Fulks, Halbert, Kaplowitz, Musi, Senesky | Formazioni | Fuetsch, Hermsen, Hoffman, Jeannette, Lewis, Meinhold, Reiser, Schulz, Simmons |

| Arbitri: | Pat Kennedy Ed Boyle |

|                                                                       |            |                                                              |
| C. Simmons 14                                                         | Punti      | J. Fulks 21                                                  |
| K. Hermsen 3                                                          | Assist     | R. Kaplowitz, H. Dallmar 2                                   |
| Hermsen, Hoffman, Jeannette, Lewis, Meinhold, Reiser, Schulz, Simmons | Formazioni | Dallmar, Fleishman, Fulks, Halbert, Kaplowitz, Musi, Senesky |

| Arbitri: | Pat Kennedy Ed Boyle |

|                                                                       |            |                                                                                          |
| P. Hoffman 27                                                         | Punti      | J. Fulks 29                                                                              |
| K. Hermsen, B. Jeannette 2                                            | Assist     | H. Dallmar 3                                                                             |
| Hermsen, Hoffman, Jeannette, Lewis, Meinhold, Reiser, Schulz, Simmons | Formazioni | Beenders, Crossin, Dallmar, Fleishman, Fulks, Halbert, Kaplowitz, Musi, O'Brien, Senesky |

| Arbitri: | Pat Kennedy Ed Boyle |

|                                                                                          |            |                                                                                       |
| J. Fulks 19                                                                              | Punti      | C. Simmons 16                                                                         |
| H. Dallmar 4                                                                             | Assist     | C. Reiser 2                                                                           |
| Beenders, Crossin, Dallmar, Fleishman, Fulks, Halbert, Kaplowitz, Musi, O'Brien, Senesky | Formazioni | Fuetsch, Hermsen, Hoffman, Jeannette, Klotz, Lewis, Meinhold, Reiser, Schulz, Simmons |

| Arbitri: | Hagan Anderson Ed Boyle |

|                                                                                |            |                                                                                          |
| C. Reiser 16                                                                   | Punti      | J. Fulks 28                                                                              |
| C. Simmons 6                                                                   | Assist     | H. Dallmar 2                                                                             |
| Fuetsch, Hermsen, Hoffman, Jeannette, Lewis, Meinhold, Reiser, Schulz, Simmons | Formazioni | Beenders, Crossin, Dallmar, Fleishman, Fulks, Halbert, Kaplowitz, Musi, O'Brien, Senesky |

| Campione BAA 1947-1948        |
| ----------------------------- |
| Baltimore Bullets (1º titolo) |

#### Hall of famer
| NBA Finals           | Atleta          | Squadra           | Anno |              |
| -------------------- | --------------- | ----------------- | ---- | ------------ |
| Giocatore            | Joe Fulks       | Philad. Warriors  | 1978 | Giocatore    |
| Allenatore           | Eddie Gottlieb  | Philad. Warriors  | 1972 | Contributore |
| Giocatore Allenatore | Buddy Jeannette | Baltimore Bullets | 1994 | Giocatore    |

## Squadra vincitrice
| N° | Naz.                   | Ruolo | Sportivo         | Anno | Alt. | Peso |
| -- | ---------------------- | ----- | ---------------- | ---- | ---- | ---- |
|    | Stati Uniti (bandiera) | GA    | Johnny Jorgensen | 1921 | 188  | 84   |
|    | Stati Uniti (bandiera) | G     | Jerry Rullo      | 1923 | 178  | 75   |
| 20 | Stati Uniti (bandiera) | G     | Herm Klotz       | 1921 | 170  | 68   |
| 21 | Stati Uniti (bandiera) | GA    | Dick Schulz      | 1917 | 188  | 87   |
| 23 | Stati Uniti (bandiera) | G     | Herm Fuetsch     | 1918 | 183  | 77   |
| 24 | Stati Uniti (bandiera) | GA    | Paul Seymour     | 1928 | 185  | 82   |
| 26 | Stati Uniti (bandiera) | G     | Buddy Jeannette  | 1917 | 180  | 79   |
| 27 | Stati Uniti (bandiera) | GA    | Chick Reiser     | 1914 | 180  | 75   |
| 28 | Stati Uniti (bandiera) | AC    | Mike Bloom       | 1915 | 198  | 86   |
| 29 | Stati Uniti (bandiera) | AC    | Kleggie Hermsen  | 1923 | 206  | 102  |
| 30 | Stati Uniti (bandiera) | AC    | Elmer Gainer     | 1918 | 198  | 88   |
| 31 | Stati Uniti (bandiera) | A     | John Abramovic   | 1919 | 191  | 88   |
| 31 | Stati Uniti (bandiera) | GA    | Carl Meinhold    | 1926 | 188  | 84   |
| 32 | Stati Uniti (bandiera) | GA    | Paul Hoffman     | 1925 | 188  | 88   |
| 33 | Stati Uniti (bandiera) | A     | Chet McNabb      | 1920 | 188  | 91   |
| 33 | Stati Uniti (bandiera) | AC    | Connie Simmons   | 1925 | 203  | 101  |
| 35 | Stati Uniti (bandiera) | AC    | Grady Lewis      | 1917 | 201  | 98   |
| 35 | Stati Uniti (bandiera) | C     | Irv Rothenberg   | 1921 | 201  | 98   |

## Statistiche
Aggiornate al 25 luglio 2021.
| Categoria | Giocatore     | Squadra          | Media | PG |
| --------- | ------------- | ---------------- | ----- | -- |
| Punti     | Joe Fulks     | Philad. Warriors | 21,7  | 13 |
| Assist    | Howie Dallmar | Philad. Warriors | 2,8   | 13 |